# NGC 5739
NGC 5739 = IC 1028 ist eine 12,3 mag helle linsenförmige Galaxie vom Hubble-Typ SB0-a im Sternbild Bärenhüter und etwa 245 Millionen Lichtjahre von der Milchstraße entfernt.
Sie wurde am 18. März 1787 von Wilhelm Herschel mit einem 18,7-Zoll-Spiegelteleskop entdeckt, der sie dabei mit „cB, S, R, resolvable, mbM“ beschrieb.
Lange Zeit wurde angenommen, dass IC 1028 PGC 52005 sein könnte. Es ist jetzt bekannt, dass IC 1028 tatsächlich eine falsch aufgezeichnete Beobachtung von NGC 5739 ist.